# جان گرینلیف ویتیر
جان گرینلیف ویتیر (به انگلیسی: John Greenleaf Whittier) متولد ۱۸۰۷ و متوفی ۱۸۹۲، شاعر آمریکایی قرن نوزده میلادی.
وی اهل ماساچوست بود.

## آثار
- آوازهای آزادی (۱۸۵۰) (مجموعه اشعار)
- گلوله برف (۱۸۶۶) (مجموعه اشعار)
- چادر ساحل (۱۸۶۷) (مجموعه اشعار)
- برگ‌هایی از دفتر مارگریت اسمیت (۱۸۴۹)
- باربارا فریچی (۱۸۹۴ (میلادی))
- از ماساچوست تا ویرجینیا ((میلادی))
- وداع مادر برده ویرجینیایی ((میلادی))
- پسر پابرهنه ( (میلادی))
- زائر پنسیلوانیایی (۱۸۷۲ (میلادی))
- خیر ابدی ((میلادی))
- خداوند ما ((میلادی))
- ایکابد ((میلادی))

## نگارخانه

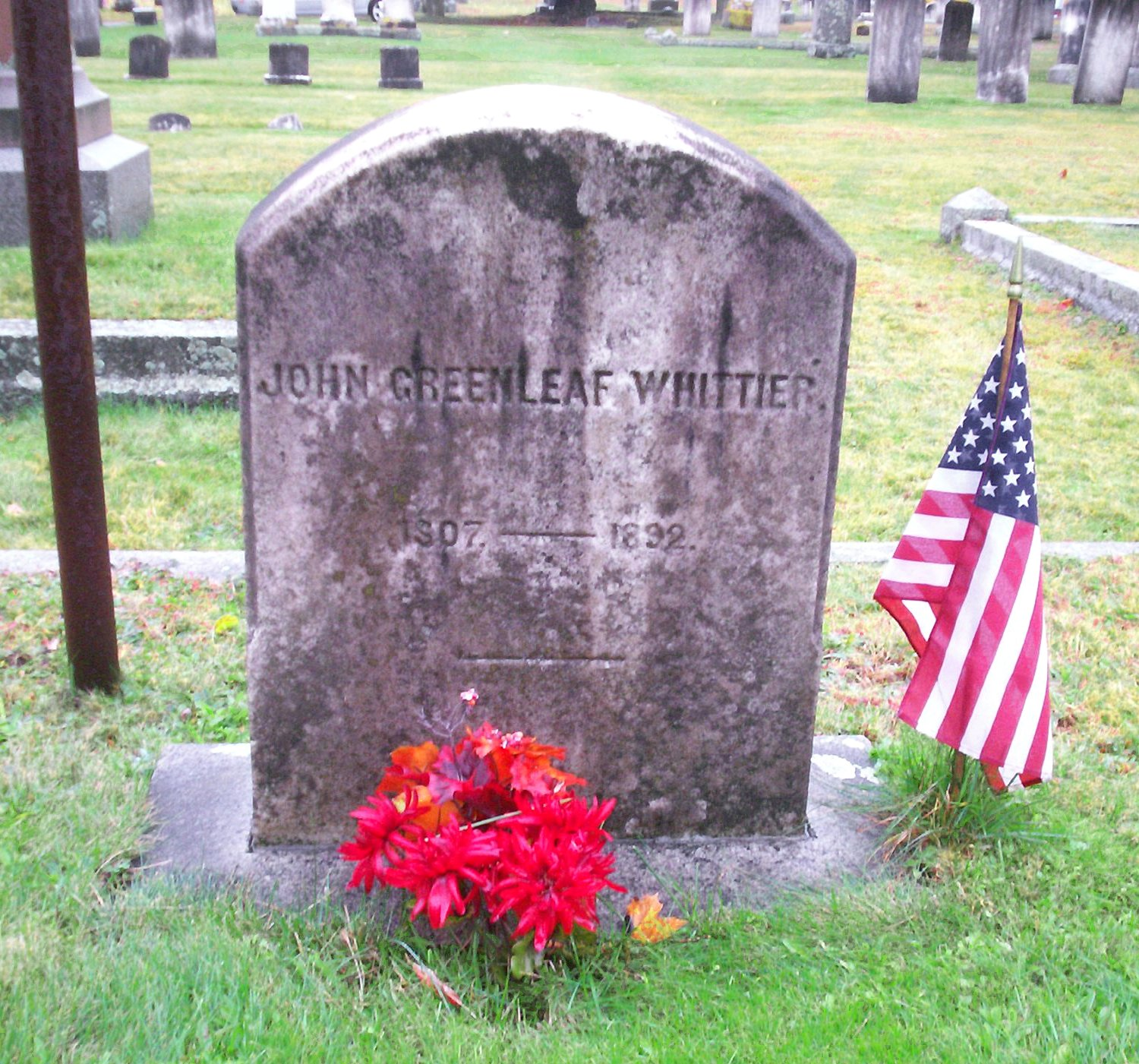
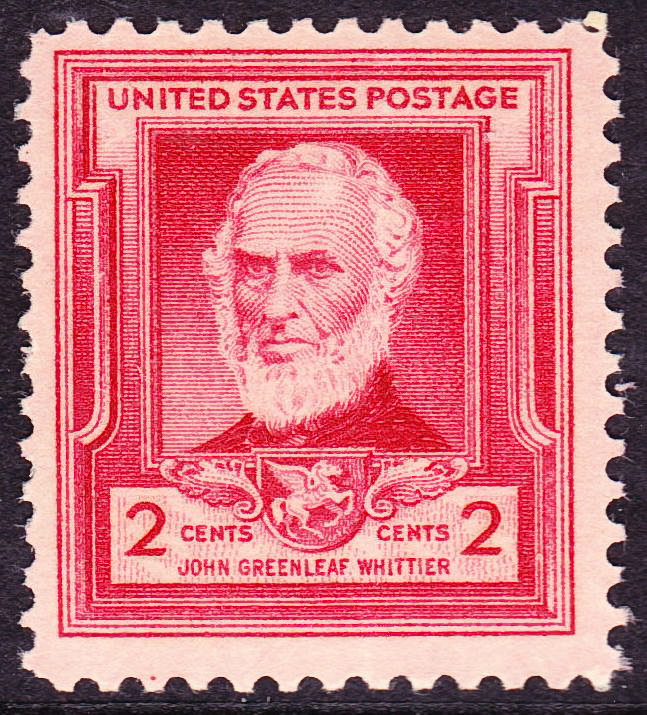
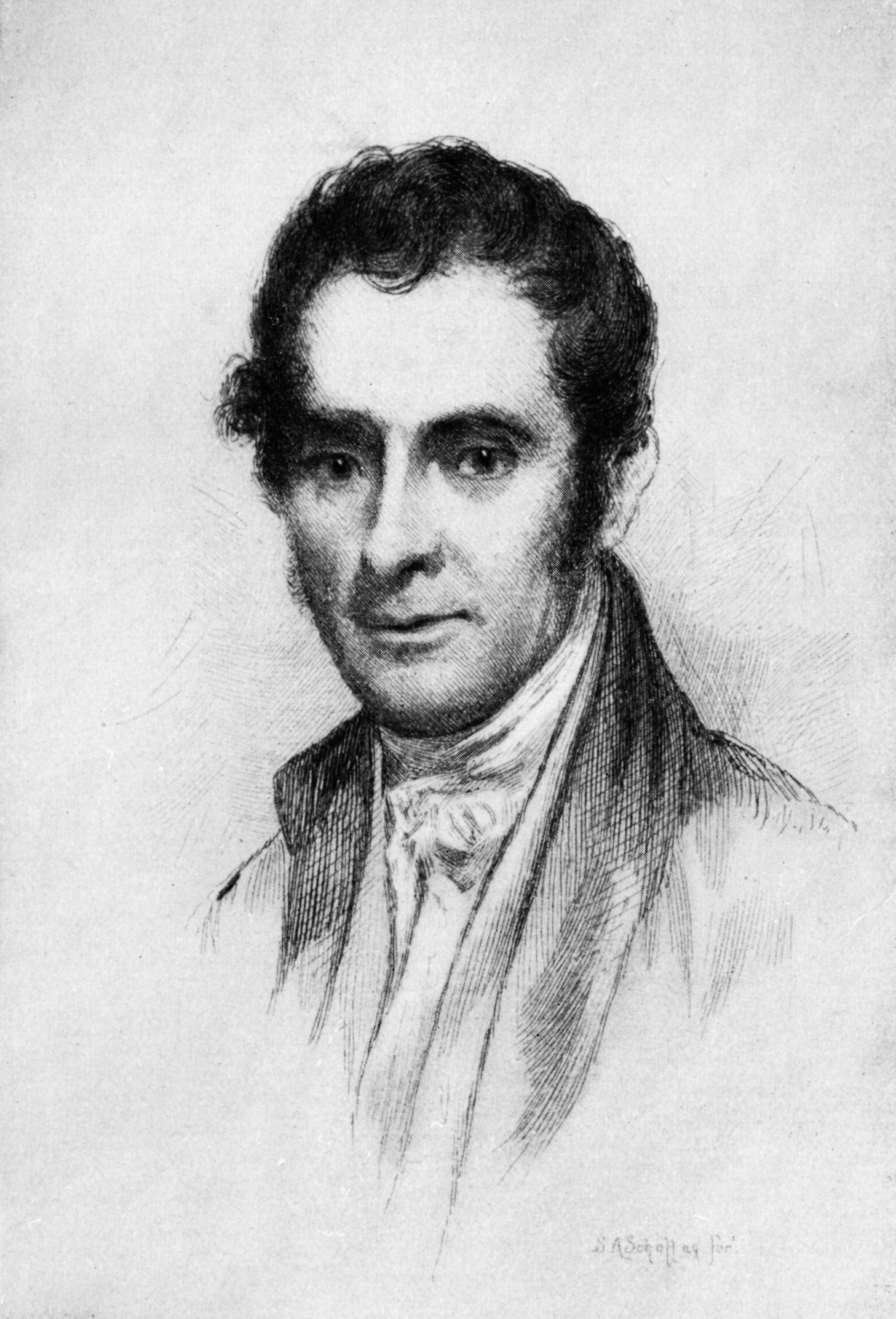